# Aristocle di Rodi
Aristocle di Rodi (Rodi, ... – ...; fl. I secolo a.C.) è stato un grammatico e retore greco antico, autore del testo Sulla poetica.
Visse nel I secolo a.C., come testimoniato da Strabone che lo inserisce in una lista di personaggi notevoli originari di Rodi, e viene spesso identificato coll'Aristocle oratore originario della stessa città, autore di una Storia italica e grande estimatore di Iperide, rispetto al quale, però, risultava inferiore per talento e capacità di persuasione degli ascoltatori.

## Opere
La sua opera maggiore, Sulla poetica (Περὶ ποιητικῆς), fu tra le fonti più importanti del grammatico Didimo Calcentero. Ammonio ne cita un passo per dare una definizione del treno, definito da Aristocle come il canto della disgrazia ed encomio del morto.
Tra le opere di dubbia attribuzione vi sono:
- Sul dialogo (Περὶ διαλέκτου), citata nel bizantino Etymologicum Magnum
- Costituzione dei Laconi
- Storia italica, di cui ci è giunto un frammento del III libro grazie a una citazione di Plutarco in Vite parallele: l'episodio, in particolare, riguarda Gaio Massimo, padre di due figli, Simileo e Reso, quest'ultimo nato fuori dal matrimonio. Reso, durante una battuta di caccia, uccise suo fratello e, quando tornò a casa, dichiarò che quanto accaduto era una disgrazia frutto del caso, e non era certo sua intenzione commettere il fratricidio. Ma suo padre capì che il figlio mentiva e lo bandì.